# Code des obligations
Lire en ligne

Site officiel

Le Code des obligations (CO) ou code des obligations est un texte de loi faisant partie du droit privé suisse. C'est en fait le 5e livre du Code civil suisse.
Son titre exact est Loi fédérale du 30 mars 1911 complétant le Code civil suisse (Livre cinquième : Droit des obligations). Il réglemente les obligations en droit privé suisse, issues principalement du contrat et de la responsabilité civile. Il est aussi le texte central du droit des sociétés.

## Historique
Adopté par l'Assemblée fédérale le 30 mars 1911, le Code des obligations est entré en vigueur le 1er mars 1912.
Le Code des obligations de 1911 a remplacé le Code fédéral des obligations de 1881. Le projet de Code civil suisse discuté dans les années 1890 et 1900 a rendu nécessaire une refonte de l'ancien CO, qui allait désormais être intégré dans le Code civil. À cette fin, Eugen Huber, principal rédacteur du Code civil suisse, a élaboré un projet pendant l'automne 1903, sur la base du Code de 1881. Ce projet a été discuté par une Commission d'experts en 1904, avant d'être remanié par le Conseil fédéral et transmis à l'Assemblée fédérale le 22 mars 1905, sous la forme d'un projet (daté du 3 mars 1905) accompagné d'un message explicatif. Le Conseil national (16 novembre 1906) et le Conseil des États (9 avril 1907) ont décidé d'ajourner la discussion relative à ce premier projet jusqu'au moment de l'adoption du Code civil suisse. Un second projet a été préparé ; il a été discuté par une Commission d'experts entre 1908 et 1909. Le second projet, daté du 1er juin 1909, a finalement été traité par l'Assemblée fédérale entre 1909 et 1911.

## Contenu
| Titre                                                                                                 | Titre                                                                                                 | Articles   |
| Première partie : Dispositions générales                                                              | Première partie : Dispositions générales                                                              | 1 - 183    |
| | Titre premier : De la formation des obligations                                                       | 1 - 67     |
| | Titre deuxième : De l'effet des obligations                                                           | 68 - 113   |
| | Titre troisième : De l'extinction des obligations                                                     | 114 - 142  |
| | Titre quatrième : Des modalités des obligations                                                       | 143 - 163  |
| | Titre cinquième : De la cession des créances et de la reprise de dette                                | 164 - 183  |
| Deuxième partie : Des diverses espèces de contrats                                                    | Deuxième partie : Des diverses espèces de contrats                                                    | 184 - 551  |
| | Titre sixième : De la vente et de l'échange                                                           | 184 - 238  |
| | Titre septième : De la donation                                                                       | 239 - 252  |
| | Titre huitième : Du bail à loyer                                                                      | 253 - 274g |
| | Titre huitièmebis : Du bail à ferme                                                                   | 275 - 304  |
| | Titre neuvième : Du prêt                                                                              | 305 - 318  |
| | Titre dixième : Du contrat de travail                                                                 | 319 - 362  |
| | Titre onzième : Du contrat d'entreprise                                                               | 363 - 379  |
| | Titre douzième : Du contrat d'édition                                                                 | 380 - 393  |
| | Titre treizième : Du mandat                                                                           | 394 - 418v |
| | Titre quatorzième : De la gestion d'affaires                                                          | 419 - 424  |
| | Titre quinzième : De la commission                                                                    | 425 - 439  |
| | Titre seizième : Du contrat de transports                                                             | 440 - 457  |
| | Titre dix-septième : Des fondés de procuration et autres mandataires commerciaux                      | 458-465    |
| | Titre dix-huitième : De l'assignation                                                                 | 466 - 471  |
| | Titre dix-neuvième : Du dépôt                                                                         | 472 - 491  |
| | Titre vingtième : Du cautionnement                                                                    | 492 - 512  |
| | Titre vingt et unième : Du jeu et du pari                                                             | 513 - 515a |
| | Titre vingt-deuxième : De la rente viagère et du contrat d'entretien viager                           | 516-529    |
| | Titre vingt-troisième : De la société simple                                                          | 530 - 551  |
| Troisième partie : Des sociétés commerciales et de la société coopérative                             | Troisième partie : Des sociétés commerciales et de la société coopérative                             | 552 - 926  |
| | Titre vingt-quatrième : De la société en nom collectif                                                | 552 - 593  |
| | Titre vingt-cinquième : De la société en commandite                                                   | 594 - 619  |
| | Titre vingt-sixième : De la société anonyme                                                           | 620 - 763  |
| | Titre vingt-septième : De la société en commandite par actions                                        | 764 - 771  |
| | Titre vingt-huitième : De la société à responsabilité limitée                                         | 772 - 827  |
| | Titre vingt-neuvième : De la société coopérative                                                      | 828 - 926  |
| Quatrième partie : Du registre du commerce, des raisons de commerce et de la comptabilité commerciale | Quatrième partie : Du registre du commerce, des raisons de commerce et de la comptabilité commerciale | 927 - 964  |
| | Titre trentième : Du registre du commerce                                                             | 927 - 943  |
| | Titre trente et unième : Des raisons de commerce                                                      | 944 - 956  |
| | Titre trente-deuxième : De la comptabilité commerciale                                                | 956 - 964  |
| Cinquième partie : Des papiers-valeurs                                                                | Cinquième partie : Des papiers-valeurs                                                                | 965 - 1186 |
| | Titre trente-troisième : Des titres nominatifs, au porteur ou à ordre                                 | 965 - 1168 |
| Dispositions transitoires                                                                             | |            |